# Erick Wainaina
Erick Wainaina (auch Eric Wainaina, * 19. Dezember 1973 in Nyahururu) ist ein kenianischer Langstreckenläufer, der zweimal eine Olympiamedaille im Marathon gewann.
Bei den Olympischen Sommerspielen 1996 in Atlanta wurde er Dritter mit nur acht Sekunden Rückstand auf den Sieger Josia Thugwane (RSA) und fünf Sekunden auf den Zweiten Lee Bong-ju (KOR). Bei den Spielen 2000 in Sydney wurde er dann Zweiter hinter Gezahegne Abera (ETH). In seinem dritten olympischen Marathon kam er bei den Spielen 2004 in Athen auf den siebten Platz. 
Weitere Erfolge sind drei Siege beim Hokkaidō-Marathon (1994, 1997, 2003), zwei Siege beim Nagano-Marathon (2000, 2003), der Sieg beim Tokyo International Men’s Marathon 2002 und ein vierter Platz bei den Commonwealth Games 2002. 1998 gewann er den Sapporo-Halbmarathon.
2006 wurde er Dritter beim Honolulu-Marathon. In Nagano kam er 2008 auf Platz 13 und wurde 2010 Zehnter.
Beim Saroma-See-100-km-Ultramarathon 2010 siegte er als erster afrikanischer Athlet.
Erick Wainaina ist 1,75 m groß und wiegt 68 kg.

## Persönliche Bestzeiten
- Halbmarathon: 1:02:27 h, 19. Januar 1997, Tokio
- Marathon: 2:08:43 h, 10. Februar 2002, Tokio
- 100-km-Straßenlauf: 6:39:52 h, 27. Juni 2010, Kitami (kenianischer Rekord)